# كيفين كونور (مخرج)
كيفين كونور  (بالإنجليزية: Kevin Connor)‏ مواليد 24 سبتمبر 1937 في لندن، إنجلترا، المملكة المتحدة، هو مخرج ومنتج أفلام إنجليزي.

## وصلات خارجية
- كيفين كونور على موقع IMDb (الإنجليزية)
- كيفين كونور على موقع ألو سيني (الفرنسية)
- كيفين كونور على موقع تيرنر كلاسيك موفيز (الإنجليزية)
- كيفين كونور على موقع أول موفي (الإنجليزية)
- كيفين كونور على موقع قاعدة بيانات الأفلام السويدية (السويدية)
- كيفين كونور على موقع إن إن دي بي (الإنجليزية)
- كيفين كونور على موقع قاعدة بيانات الفيلم (الإنجليزية)
- كيفين كونور على موقع كينوبويسك (الروسية)